# Actinio
El actinio (del griego ακτις, ακτινoς, rayo luminoso) es un elemento químico de símbolo Ac y número atómico 89, perteneciente al grupo IIIB, periodo 7, bloque D de la tabla periódica de los elementos. y da nombre a una de las series, la de los actínidos. Es un metal radiactivo blando que reluce en la oscuridad. Se conocen los isótopos con número másico entre 209 y 234, siendo el más estable el 227Ac que tiene una vida media de 21,7 años.
El 227Ac se encuentra en el uranio natural en una proporción del orden del 0,175% y el 228Ac también se encuentra en la naturaleza. Hay otros 22 isótopos artificiales del actinio, todos radiactivos y todos con vidas medias muy cortas. Descubierto por André-Louis Debierne en 1899, su principal aplicación es como fuente de partículas alfa.

## Características principales
El actinio es un elemento metálico, radiactivo como todos los actínidos y de color plateado. Debido a su intensa radiactividad brilla en la oscuridad con una luz azulada. El isótopo 227Ac, que se encuentra sólo en trazas en los minerales de uranio, es un emisor de partículas α y β con un periodo de semidesintegración de 21,773 años. Una tonelada de mineral de uranio contiene cerca de 0,1 g de actinio. Su comportamiento químico es muy similar al del resto de las tierras raras y particularmente al del lantano, el elemento justo encima de él en la tabla periódica. El actinio es también similar al radio, el elemento que le precede. Sin embargo, el actinio no tiene electrones en el orbital 5f como el resto de los actínidos, sino que su configuración electrónica es 6d17s2. Su radio iónico, al encontrarse relacionado con un número de coordinación de 4, es 126.0 pm.

## Historia
El actinio fue descubierto en 1899 por el químico francés André-Louis Debierne que lo obtuvo de la pechblenda, y lo caracterizó como una sustancia similar al titanio en 1899, y al torio en 1900. En 1902 fue descubierto, de forma independiente, por Friedrich Oscar Giesel como una sustancia muy similar al lantano,
y lo denominó «emanium» en 1904. Luego de realizadas las comparaciones entre estas sustancias en 1904 se determinó que eran idénticas y el nombre propuesto por Debierne fue retenido debido a que tenía prioridad. Otros tres elementos fueron descubiertos entre 1898 y 1900: el polonio y el radio (por Marie y Pierre Curie) y el radón, un gas desprendido durante la desintegración radiactiva de algunos elementos más pesados descubierto en 1900 por el químico alemán Friedrich Ernst Dorn (1848–1916).
El descubrimiento de los isótopos radiactivos comenzó con la demostración en 1912–1913 que uno de los productos del actinio, denominado entonces actinio B, era químicamente idéntico al plomo. De la misma manera, otro producto del actinio, llamado actinio C, era químicamente idéntico al bismuto. Esos hallazgos llevaron a la conclusión de que algunos elementos contenían átomos que diferían en actividad química, aunque tuvieran el mismo número atómico: un radioisótopo.

## Abundancia y obtención
Solo existe una corta lista de compuestos con actinio, por ejemplo AcF3, AcCl3, AcBr3, AcOF, AcOCl, AcOBr, Ac2S3, Ac2O3 y AcPO4. Todas esas moléculas tienen configuraciones muy similares a los compuestos correspondientes del lantano, por lo que se estima que en ellos el actinio ocurre con un número de oxidación de +3.
Se encuentran trazas de actinio (227Ac) en minerales de uranio, pero comúnmente se obtienen pequeñas cantidades (del orden de miligramos) bombardeando 226Ra con neutrones en un reactor nuclear seguido de una desintegración β- del isótopo 227Ra resultante.
{\displaystyle \mathrm {^{226}_{\ 88}Ra\ +\ _{0}^{1}n\ \longrightarrow \ _{\ 88}^{227}Ra\ {\xrightarrow[{42,2\ min}]{\beta ^{-}}}\ _{\ 89}^{227}Ac} }
Los tiempos son de semivida.
El metal también se obtiene mediante la reducción del fluoruro de actinio con vapor de litio, magnesio o calcio a 1100–1300 °C. El actinio también se obtiene de la desintegración de 235U, así como de la uranitita (U3O8), uno de los principales minerales de uranio. La primera producción artificial de actinio tuvo lugar en el Argonne National Laboratory de Chicago.

## Isótopos

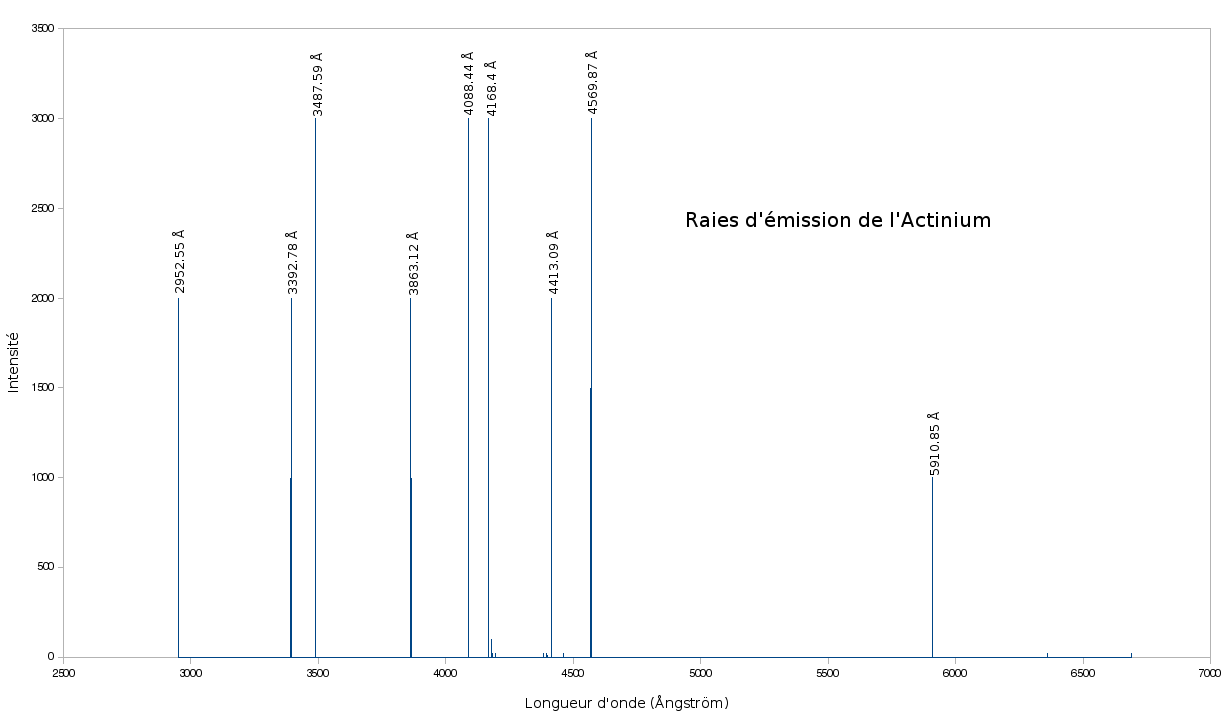
Líneas espectrales del actinio.

Los isótopos radiactivos 227Ac son los únicos que se encuentran en la naturaleza y son los más estables de la treintena de isótopos identificados, con un periodo de semidesintegración de 21,773 años, seguido del 225Ac (10 días), 226Ac (29,37 horas) y el 228Ac (6,13 horas). El resto de isótopos tienen periodos de semidesintegración inferiores a las 10 horas y la mayoría de ellos menores de un minuto.
El 227Ac alcanza el equilibrio con sus productos de desintegración transcurridos 185 días, transmutándose posteriormente con arreglo a un periodo de semidesintegración de 21,773 años.

## Aplicaciones
El uso del actinio es casi exclusivo para investigaciones científicas. La radiactividad del actinio es del orden de 150 veces la del radio, haciéndolo útil como fuente de neutrones; al margen de ello, no tiene aplicaciones industriales significativas.
El francio, elemento 87 de la tabla periódica, es un metal alcalino radiactivo caracterizado en 1939, el cual se obtiene en pequeñas cantidades como resultado de un decaimiento específico del 227Ac en la serie radiactiva que tiene inicio con el 235U.

### Uso en medicina
El 225Ac se emplea en medicina en la producción de Bi-213 utilizado en radioterapia. La combinación del isótopo 225Ac con el anticuerpo monoclonal lintuzumab forma un radioinmunoconjugado emisor de radiación alfa (abreviado «225Ac-HuM195») con posible actividad antineoplásica. La fracción correspondiente al anticuerpo monoclonal lintuzumab se une específicamente al antígeno de superficie celular CD33 y, con la presencia del actinio radiactivo entrega a la célula maligna una dosis de radiación alfa que resulta citotóxica para las células que expresan dicho antígeno celular, fundamentalmente las células madre hematopoyéticas normales no pluripotentes y resulta estar sobreexpresado en células de causantes de la leucemia mieloide. De la misma manera se combina el 213Bi — producido a partir del 225Ac mismo — al anticuerpo monoclonal con el mismo efecto radioinmune. El uso de ambos isótopos evita tener que usar emisores beta como se hacía en el pasado los cuales lesionaban a tejido sano circunvecino al tumor. La combinación con el 225Ac resulta tener mayor potencia debido a que tiene una vida media superior al 213Bi.

## Precauciones
El 227Ac es extremadamente radiactivo y, teniendo en cuenta sus potenciales efectos sobre la salud, es tan peligroso como el plutonio. La ingesta, incluso en pequeñas cantidades, puede causar daños muy graves.